# Paul Delaroche
Hippolyte Delaroche (17. července 1797, Paříž – 4. listopadu 1856, tamtéž), známý pod jménem a signaturou svých děl Paul Delaroche, byl francouzský malíř historií, žánrů a portrétista, čelný představitel francouzského akademického realismu.

## Život a dílo
Narodil se jako Hippolyte do bohaté rodiny urozeného původu, jeho otec Grégoire-Hippolyte de la Roche (1761-1839) byl znalcem umění a obchodníkem s obrazy. 
Paul se učil malbě nejdříve u Louise Étienna Wateleta, poté studoval malířství u Napoleonova dvorního malíře Antoine-Jeana Grose, zatímco jeho starší bratr Jules Delaroche (1795-1849) se malbě učil u druhého dvorního mistra,Jacquese-Louise Davida..  
- Jošeba ukrývá malého Jóaše v domě Hospodinově - první obraz vystavený na Salónu v Paříži v roce 1822 ihned upoutal pozornost malířů i veřejnosti. Delaroche se brzy spřátelil s Théodorem Géricaultem a Eugènem Delacroixem. Všeobecně ho proslavil Salón v roce 1824, kde vystavil obrazy:
- Svatý Vincenc z Pauly za přítomnosti krále Ludvíka XIII. káže nalezencům
- Johanka z Arku ve vězení s kardinálem z Wincesteru

Tematikou jeho obrazů byly zejména historické výjevy z antického Říma, z francouzských a anglických dějin a slavné historické osobnosti. K nejznámějším patří 
- Smrt královny Alžběty I. (1828), Louvre
- Uvěznění synů krále Eduarda IV. (tj. prince Eduarda V. a jeho bratra Richarda, vévody z Shrewsbury v Toweru, kde byli oba zavražděni 1830
- Poprava Lady Jane Greyové, 1833
- Vražda lotrinského vévody Jindřicha I. roku 1588 na zámku v Blois (1834), Musée Condé Chantilly
- Dvě podobizny Napoleona Bonaparta, žánrová scéna Napoleon při přechodu Alp.
- Kardinál Richelieu převáží své vězně přes Rhônu
- Smrt kardinála Mazarina
- Král Karel I. napadený Cromwellovými vojáky
- Cromwell otevírá rakev s mrtvolou krále Karla I.

V roce 1832 byl Delaroche přijat jako nejmladší člen do Institutu de France' a krátce poté byl jmenován profesorem na pařížské Akademii.
V letech 1838 a 1843 navštívil Itálii, v době, kdy byl jeho tchán Horace Vernet ředitelem Francouzské akademie v Římě. 
Na polokruhvovou stěnu auditoria školní auly, kde učil, vymaloval: 
- Hemicyklus krásných umění- panoramatickou scénu s trojicí scén, výjevů s nejvýznamnějšími výtvarnými umělci historie; vytvořil je voskovou technikou (analogickoui enkaustice) v aule budovy Akademie výtvarných umění v Paříži; ze tří obrazů se v původním stavu dochoval pouze prostřední: zasedání antických řeckých malířů, sochařů a múz na polokruhovém stolci (hemicyklu); vlevo sedí Iktinos, uprostřed Apellés a vpravo Feidias, 1841–1842; na druhé straně byli vyoobrazení umělci doby středověku a renesance a na třetí ti pozdější; celý cyklus se dochoval v replice vytvořené Delarochovým žákem.

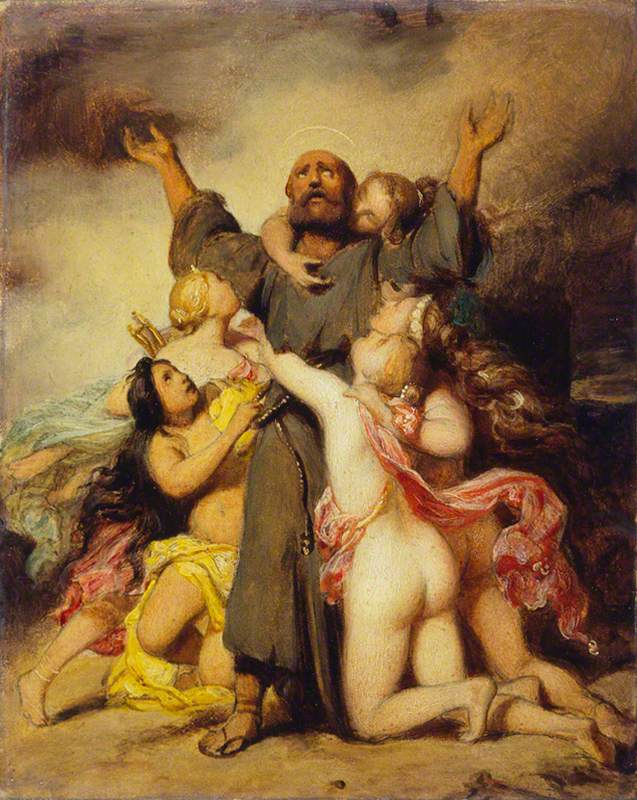
Pokušení svatého Antonína, Wallaceova sbírka, Londýn

V průběhu let se Delaroche proslavil jako malíř patetických historických scén s veristickou přesností zobrazených tváří, prostředí i materiálů, také jako iniciátor „historické anekdoty“, žánru s dokumentární přesvdčivostí zachyceného dramatického okamžiku popsané události. Vyhledávaný byl rovněž pro introspektivní charakteristiku portrétovaných osob. Patřil k nejslavnějším francouzským malířům své doby, tvůrcům "akademismu", který dokonale odpovídal ideálu uměleckého hnutí „zlaté střední cesty“ červencové monarchie a druhého císařství ve Francii. Oficiální polohu jeho malby porušují některá privatissima, která dokreslují jeho všestrannost. Patří k nim emocionální olejomalba Pokušení svatého Antonína, stejně jako několik litografiií, uveřejněných v časopisech.
Tento směr historické malby se stal určujícím pro výuku na malířských akademiích v Evropě a postupně brzdou pokroku. Po nástupu avantgardního umění 20. století byla Delarochova plátna a jeho následovníků odmítána a z galerií přesouvána do depozitářů. Teprve po nástupu postmodernismu a všeobecně kolem roku 2000 byl akademismus znovu oceněn a vrácen do expozic (například v Muzeu Orsay v Paříži).

## Žáci
V jeho ateliéru absolvovali kurs malířství například fotografové Roger Fenton, Gustave Le Gray nebo Charles Nègre. Charlese Nègreho dokonce nabádal k tomu, aby své snímky využíval jako předlohu při malbě. Jeho žáky byli malíři Friedrich Bouterwek, Eugène-Ferdinand Buttura, Charles-François Daubigny, Félix Hullin de Boischevalier, Paul Auguste Coutan, Jean-Léon Gérôme, Jacques-Émile Lafon, Eugène Lejeune, Jean-François Millet, François Tabar, Jean-Baptiste-Ange Tissier, Pierre-Édouard Frère, Édouard van Marcke, Edward Armitage a Adolphe Yvon. 
Obdivovali ho také čeští malíři následující generace, především Václav Brožík a Vojtěch Hynais. 

## Památky
- Hrobka na hřbitově Montmartre
- Socha Paula Delaroche mezi 146 sochami osobností na fasádě budovy pařížské radnice Hôtel de ville de Paris.
- Je po něm pojmenována ulice v Paříži.

## Galerie

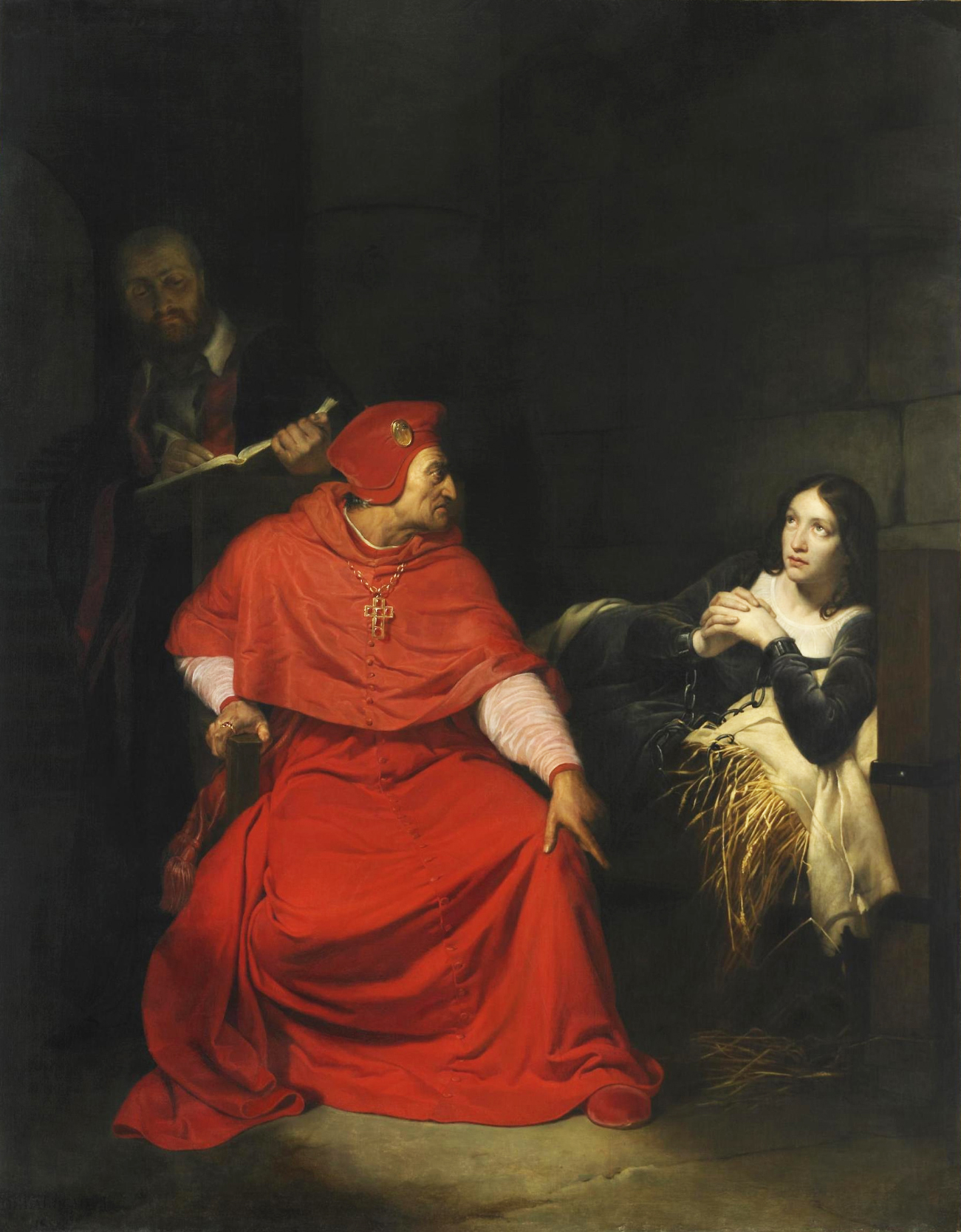
Johanka z Arku s kardinálem z Winchestru
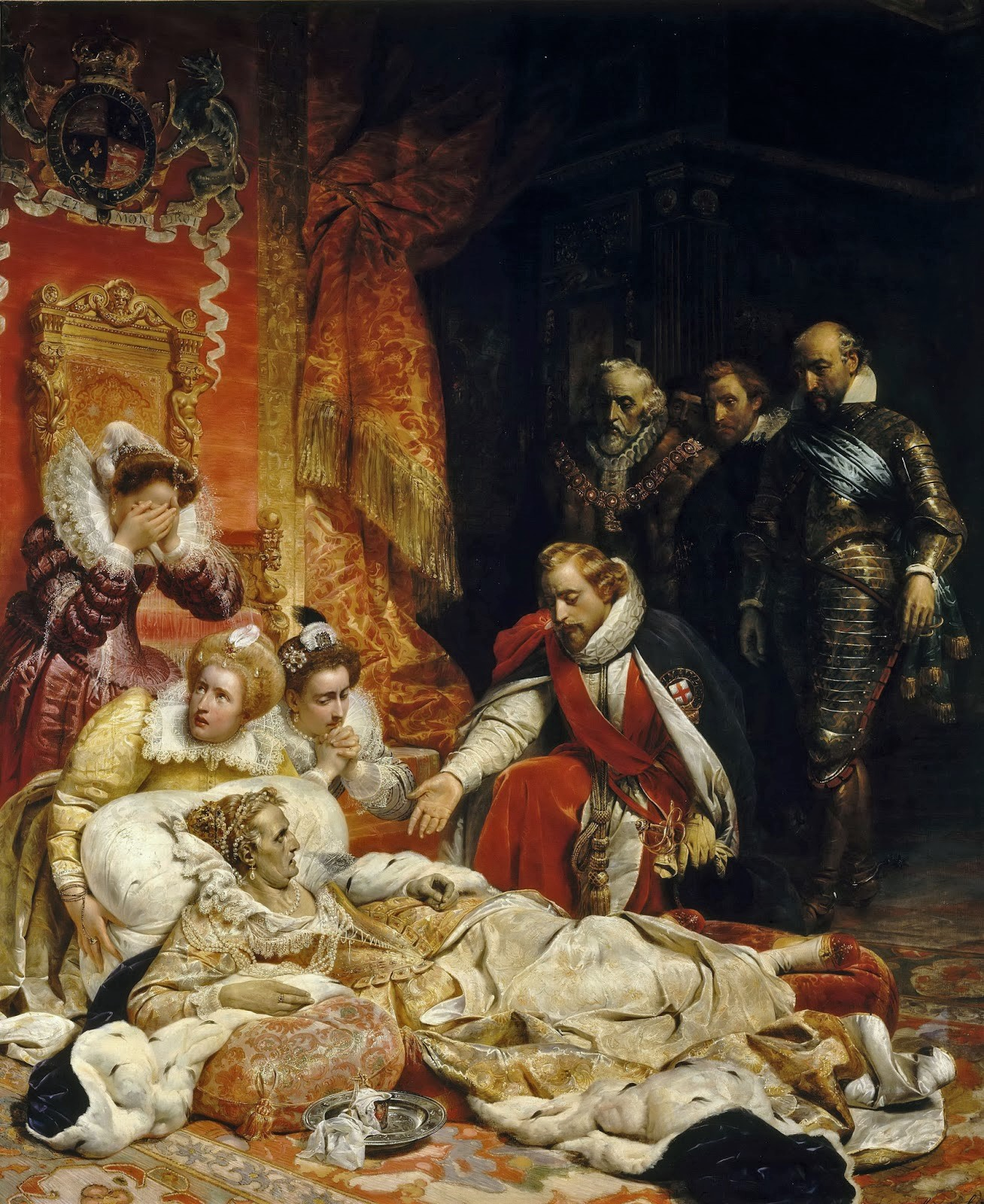
Smrt královny Alžběty I.
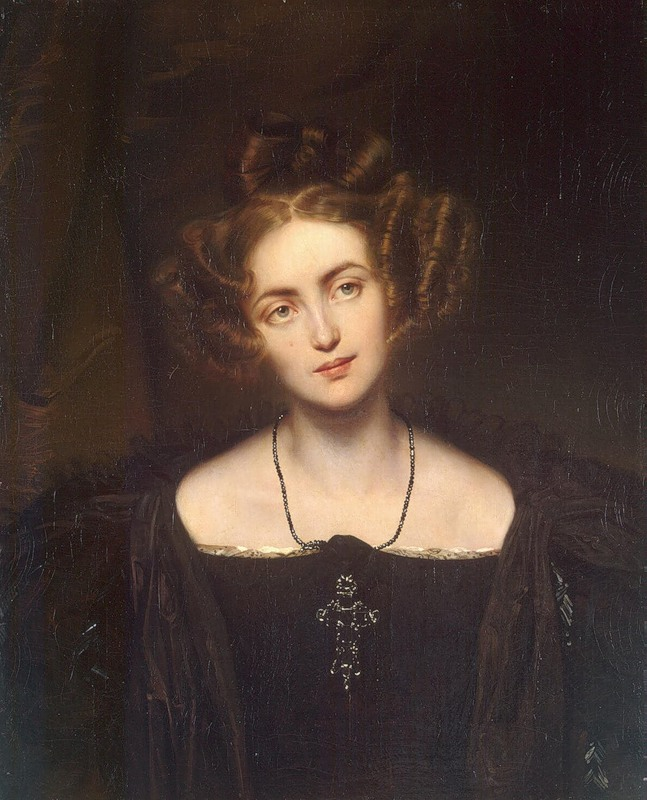
Operní pěvkyně Henrietta Sontagová
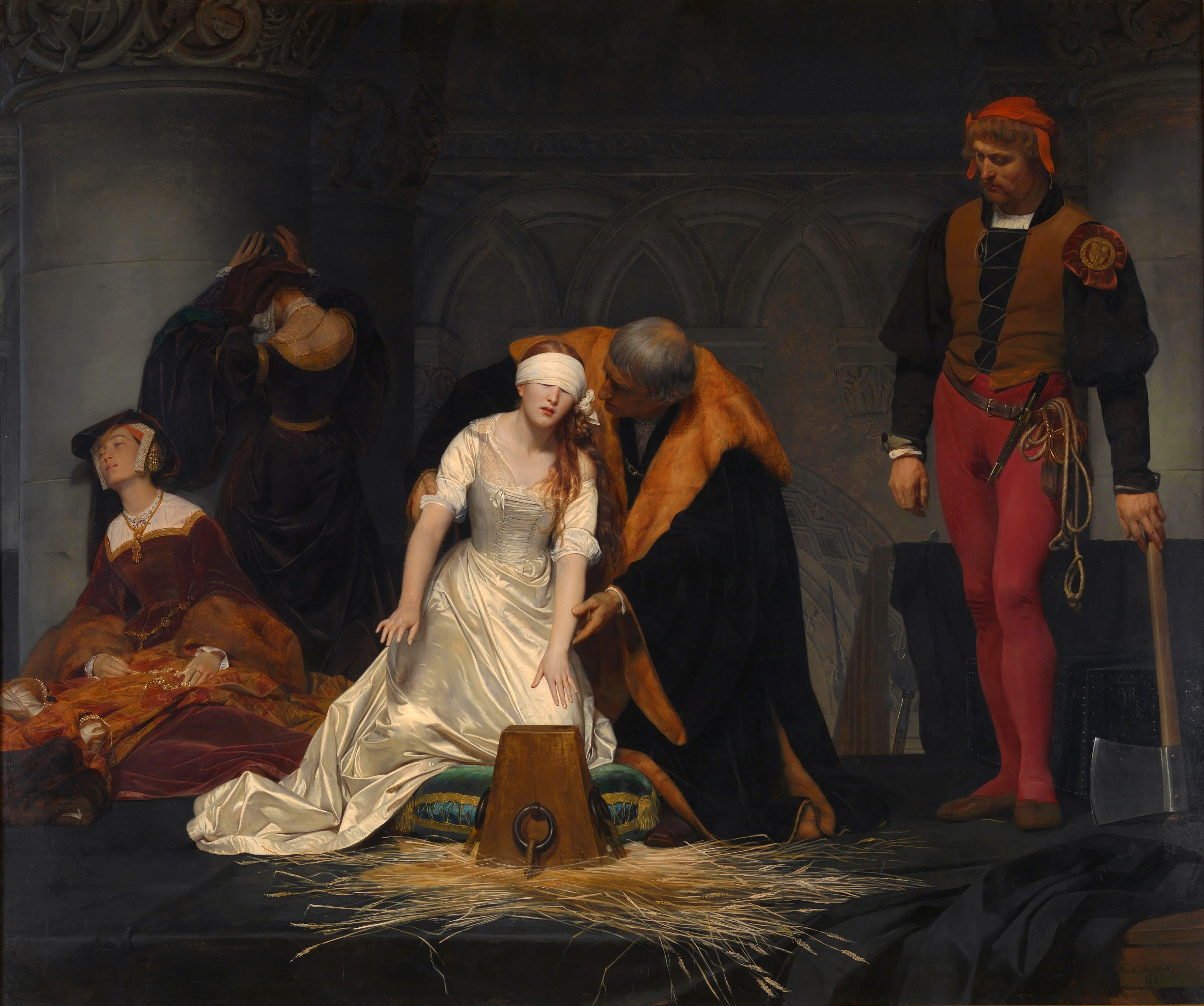
Poprava Lady Jane Greyové
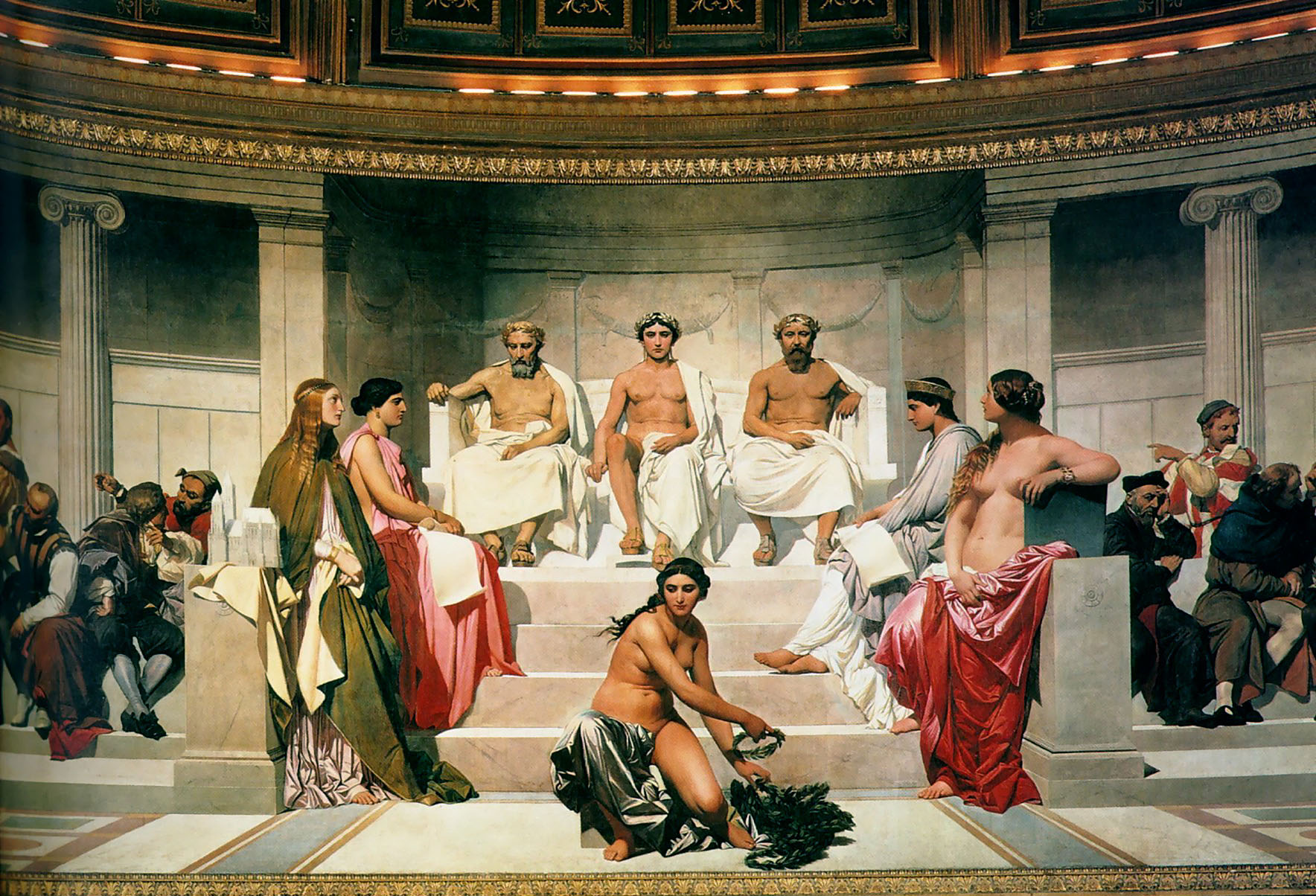
Řečtí umělci v hemicyklu
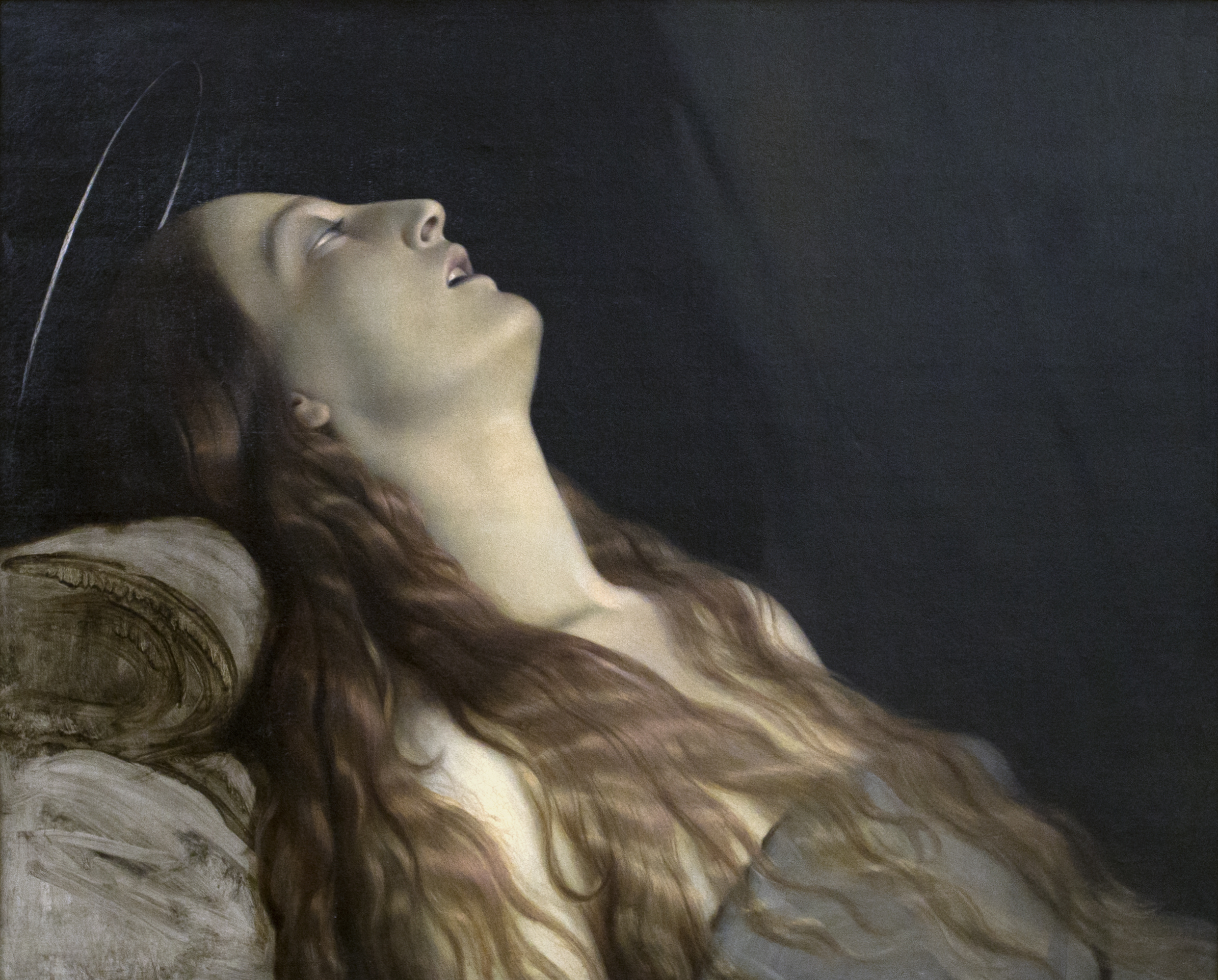
Manželka Luisa na smrtelné posteli
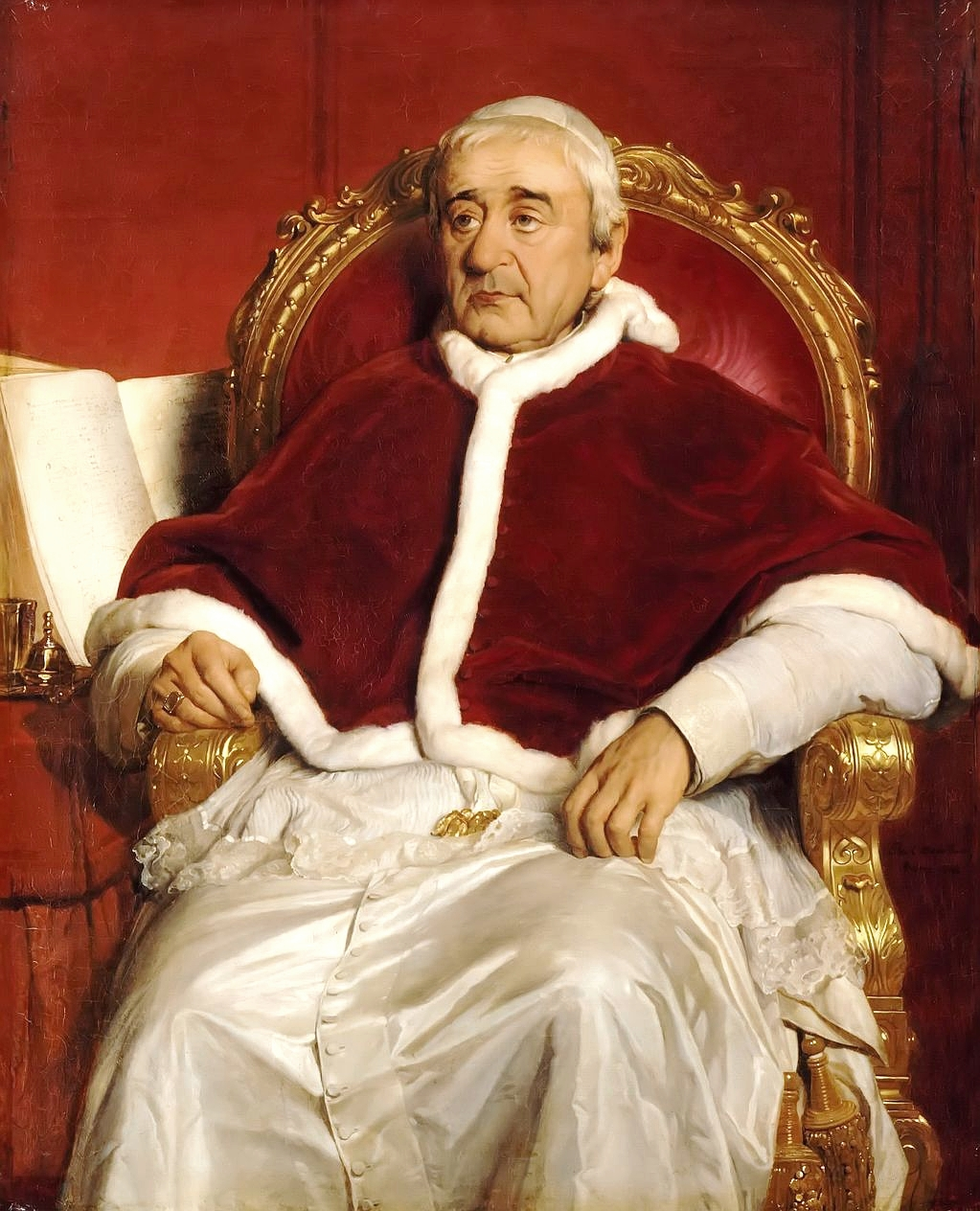
Papež Řehoř XVI.